# Diecéze rábská
Diecéze rábská či diecéze Győr (maďarsky Győri egyházmegye, latinsky Dioecesis Iaurinensis) je římskokatolická diecéze na severozápadě území Maďarska. Spolu s diecézí székesfehérvárskou je sufragánní diecézí arcidiecéze ostřihomsko-budapešťské.
Hlavním chrámem diecéze je katedrální bazilika Nanebevzetí Panny Marie v Rábu (Győr), kde je také sídlo biskupa. Současným biskupem je od roku 2016 András Veres.

## Historie

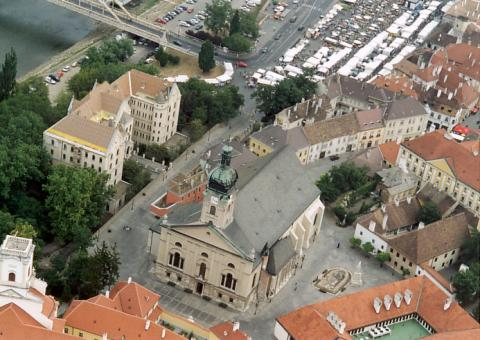
Letecký snímek rábské baziliky Panny Marie

Rábská diecéze byla založena roku 1009 z popudu krále Štěpána I.
Přibližně v letech 1450 až 1733 měl rábský biskup hodnost comes perpetuus supremus. V letech 1594 - 1598 byla zdejší oblast podrobena Osmanské říši.
V roce 1777 byla z rozhodnutí Marie Terezie velká část území diecéze přičleněno pod nově zřízenou diecézi szombathelyskou.
Po podpisu Trianonské smlouvy 18. května 1922 byly další farnosti předány nově zřízené apoštolské správě v rakouském Burgenlandu.